# Gelis melanophorus
Gelis melanophorus là một loài tò vò trong họ Ichneumonidae.